# Remus Câmpeanu (istoric)
Remus Câmpeanu (n. 25 noiembrie 1960, Cluj) este un istoric român, specialist în istoria modernă a Transilvaniei, profesor la Universitatea Babeș-Bolyai și la Universitatea 1 Decembrie din Alba Iulia.

## Lucrări
- Intelectualitatea română din Transilvania în veacul al XVIII-lea, Editura Presa Universitară Clujeană, 1999;
- Elitele românești din Transilvania în veacul al XVIII-lea, Editura Presa Universitară Clujeană, 2000;
- Biserica Română Unită. Între istorie și istoriografie, Editura Presa Universitară Clujeană, 2003.
- Românii și școlile catolice în Clujul veacului al XVIII-lea, în volumul "Studii de istorie medievală și premodernă. Omagiu profesorului Nicolae Edroiu, membru corespondent al Academiei Române" [îngrijit de Avram Andea], Presa Universitară Clujeană, 2003.
- Ladislau Gyémánt, Remus Câmpeanu, Anton Dörner, Florin Mureșan și Amalia Gyemant (pentru indici și ilustrare), Conscripția fiscală a Transilvaniei din anul 1750, 2 volume (5.012 de pagini), Editura Enciclopedică, București, 2009-2016.

## Scrieri
1. ↑  Autoritatea BnF, accesat în 27 martie 2017